# Chris Tierney
Chris Tierney, född 1 juli 1994, är en kanadensisk professionell ishockeyforward som spelar för Montreal Canadiens i National Hockey League (NHL).
Han har tidigare spelat för San Jose Sharks, Ottawa Senators och Florida Panthers i NHL; Worcester Sharks, San Jose Barracuda och Charlotte Checkers i AHL samt London Knights i OHL.
Tierney draftades av San Jose Sharks i andra rundan i 2012 års draft som 55:e spelare totalt.
Den 13 september 2018 ingick han i Erik Karlsson-traden som skickade Karlsson och Francis Perron till San Jose Sharks i utbyte mot Tierney, Dylan DeMelo, Rudolfs Balcers, Josh Norris, ett val i första rundan i NHL-draften 2019 eller 2020, ett val i andra rundan i NHL-draften 2019 samt två villkorliga draftval.

## Statistik
| 2009–2010  | York-Simcoe Express | ETA        | 57  | 35 | 55  | 90  | 28  | —  | —  | —  | —  | —  |
| 2010–2011  | London Knights      | OHL        | 47  | 3  | 8   | 11  | 12  | 4  | 0  | 1  | 1  | 0  |
| 2011–2012  | London Knights      | OHL        | 65  | 11 | 23  | 34  | 20  | 19 | 5  | 2  | 7  | 4  |
| 2012–2013  | London Knights      | OHL        | 68  | 18 | 39  | 57  | 12  | 21 | 6  | 15 | 21 | 6  |
| 2013–2014  | London Knights      | OHL        | 67  | 40 | 49  | 89  | 12  | 9  | 6  | 11 | 17 | —  |
| 2014–2015  | San Jose Sharks     | NHL        | 43  | 6  | 15  | 21  | 6   | —  | —  | —  | —  | —  |
|            | Worcester Sharks    | AHL        | 29  | 8  | 21  | 29  | 10  | 4  | 1  | 2  | 3  | 0  |
| 2015–2016  | San Jose Sharks     | NHL        | 79  | 7  | 13  | 20  | 20  | 24 | 5  | 4  | 9  | 6  |
|            | San Jose Barracuda  | AHL        | 2   | 1  | 2   | 3   | 0   | —  | —  | —  | —  | —  |
| 2016–2017  | San Jose Sharks     | NHL        | 80  | 11 | 12  | 23  | 6   | 6  | 0  | 1  | 1  | 0  |
| 2017–2018  | San Jose Sharks     | NHL        | 82  | 17 | 23  | 40  | 8   | 10 | 0  | 2  | 2  | 2  |
| 2018–2019  | Ottawa Senators     | NHL        | 81  | 9  | 39  | 48  | 26  | —  | —  | —  | —  | —  |
| 2019–2020  | Ottawa Senators     | NHL        | 71  | 11 | 26  | 37  | 20  | —  | —  | —  | —  | —  |
| 2020–2021  | Ottawa Senators     | NHL        | 55  | 6  | 13  | 19  | 8   | —  | —  | —  | —  | —  |
| 2021–2022  | Ottawa Senators     | NHL        | 70  | 6  | 12  | 18  | 14  | —  | —  | —  | —  | —  |
| 2022–2023  | Florida Panthers    | NHL        | 13  | 2  | 1   | 3   | 2   | —  | —  | —  | —  | —  |
|            | Charlotte Checkers  | AHL        | 20  | 3  | 13  | 16  | 10  | —  | —  | —  | —  | —  |
|            | Montreal Canadiens  | NHL        | 23  | 1  | 6   | 7   | 4   | —  | —  | —  | —  | —  |
| NHL totalt | NHL totalt          | NHL totalt | 597 | 76 | 160 | 236 | 114 | 40 | 5  | 7  | 12 | 8  |
| AHL totalt | AHL totalt          | AHL totalt | 51  | 12 | 36  | 48  | 20  | 4  | 1  | 2  | 3  | 0  |
| OHL totalt | OHL totalt          | OHL totalt | 247 | 72 | 119 | 191 | 56  | 53 | 17 | 29 | 46 | 10 |